# Carapicuíba
Carapicuíba é um município no estado de São Paulo, Brasil, e faz parte da Região Metropolitana de São Paulo. Fundada pelo padre José de Anchieta por volta de 1580, Carapicuíba era uma das doze aldeias jesuíticas criadas com o objetivo de catequizar os povos originários da região de São Paulo.
A cidade recebeu a Estrada de Ferro Sorocabana em 1875 e desempenhou um papel importante no abastecimento de carne para a capital paulista. A Estação General Miguel Costa, que hoje existe no local, era utilizada para o desembarque de gado destinado ao matadouro.
Ainda no século XIX, o Barão de Iguape adquiriu terras na região e a batizou de Fazenda Carapicuíba. Posteriormente, em 1923, a fazenda foi vendida para Delfino Cerqueira, que contratou uma empresa para lotear os terrenos e construir ruas. Na década de 1930, o povoado começou a se desenvolver, impulsionado pelas condições climáticas favoráveis e pelos solos propícios para o cultivo de diversos alimentos, como batatas, cereais, legumes e hortaliças.
Naquela época, aproximadamente 60 famílias japonesas arrendavam parte das terras, trabalhando em cooperação por meio da Cooperativa Agrícola de Cotia.Na década de 1950, Carapicuíba recebeu imigrantes russos, poloneses e ucranianos. Já em 1965, Carapicuíba tornou-se um município independente de Barueri, acolhendo imigrantes de diversos estados da Região Nordeste do Brasil.
Carapicuíba é o segundo município mais populoso na Microrregião de Osasco, e faz fronteira com Osasco, Barueri, Cotia e Jandira. Localizada na Zona Oeste da Grande São Paulo, conforme definido pela lei estadual nº 1.139 de 16 de junho de 2011, e pelo Plano de Desenvolvimento Urbano Integrado da Região Metropolitana de São Paulo (PDUI), a cidade é composta pela área central e pelos distritos da Aldeia de Carapicuíba e da Vila Dirce. Sua localização estratégica entre o Rodoanel Mário Covas, a Rodovia Castelo Branco e a Rodovia Raposo Tavares torna o município um ponto logístico importante para o transporte de pessoas e mercadorias na região. Além disso, Carapicuíba possui um heliporto, o que contribui para sua acessibilidade.

## Topônimo
O nome "Carapicuíba" tem origem na língua tupi ou na língua geral meridional. Porém seu significado ainda é controverso. O tupinólogo Eduardo Navarro, em seu Dicionário de Tupi Antigo (2013), oferece três explicações:
- "peziza (um tipo de cogumelo) mau (para comer)" (karapuku, peziza + aíb, mau + a, sufixo)[14]
- "carapicus (uma espécie de peixe) podres (para comer)" (akará, acará + puku, comprido + aíb, mau + a, sufixo)[14]
- "pé de carapicu (uma espécie de arbusto) (carapicu, carapicu + ' yba, pé)[14]

Pode significara ainda "aquele que se resolve em poços": derivado de Quar-I-Picui-Bae, que era o nome dado pelos índios ao ribeirão que, cortando a cidade, faz divisa com Osasco e que delimita uma das divisas entre as cidades de Osasco e Cotia, na altura do quilômetro 20 da Rodovia Raposo Tavares.[carece de fontes?]

## História

### Aldeia de Carapicuyba

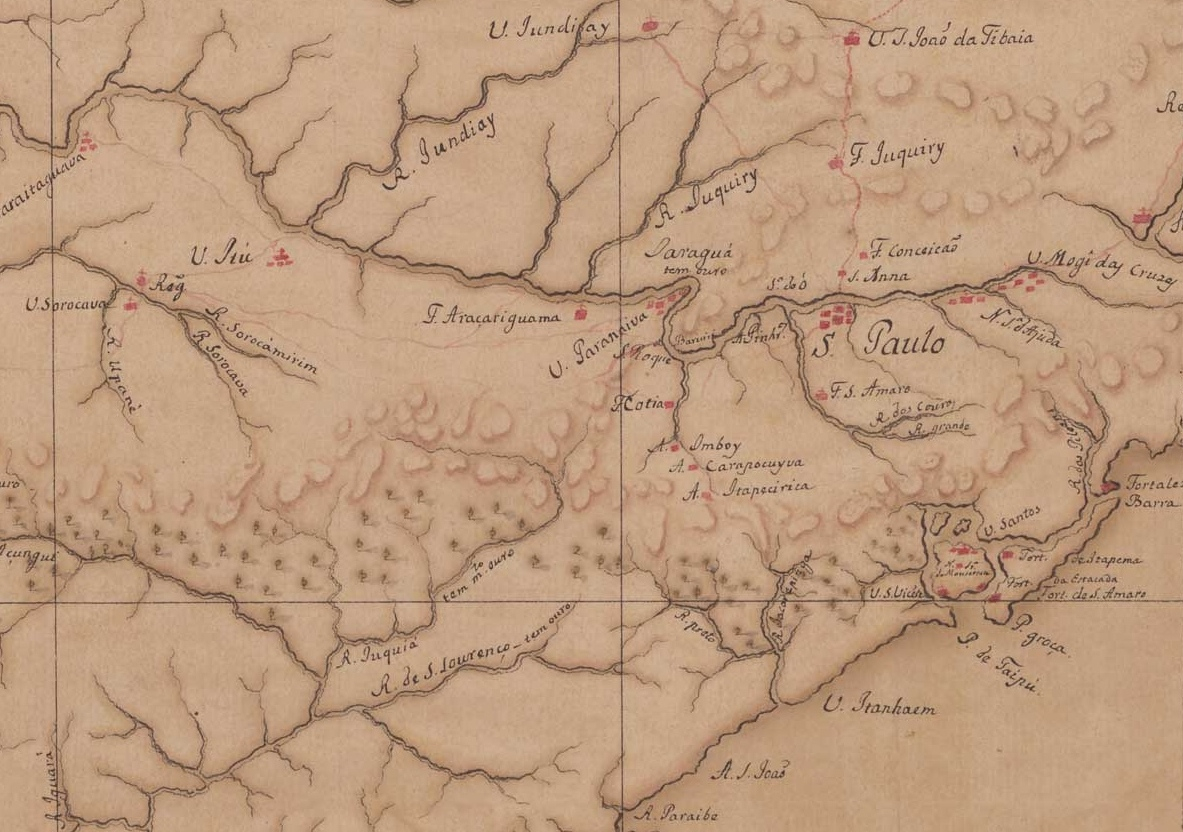
Detalhe de mapa de 1750 onde aparecem as aldeias jesuíticas de São Paulo, incluindo Carapicuíba.
Biblioteca Nacional do Brasil

Após a fundação de São Paulo em 25 de janeiro de 1554, os padres jesuítas liderados por José de Anchieta criaram doze aldeamentos no entorno de São Paulo, para catequização dos índios. Um desses aldeamentos foi batizado Aldeia de Carapicuyba e foi fundado em 12 de outubro de 1580 pelos padres e pelo capitão-mor Jerônimo Leitão a quem foi concedida a sesmaria de Carapicuyba. Após a chegada dos jesuítas, colonos portugueses se instalaram na região, como Afonso Sardinha, o velho (??-1618), Susana Dias (1553-1634) e seu filho André Fernandes que fundaram a vila de Parnaíba. A convivência entre os jesuítas e os fazendeiros era difícil, com registro de conflitos frequentes. Em ata de 18 de junho de 1633, a Câmara Municipal de São Paulo registrou um desses conflitos (nas aldeias de Cuty e Caraquapicuyba), onde fazendeiros acusavam os padres jesuítas de invadirem suas terras.
Inicialmente vinculada à Vila de São Paulo de Piratininga, as terras de Carapicuíba acabaram divididas pelas vilas de Parnaíba (1625) e Cotia (1856). Após a abertura do caminho real de Itu no século XVII, o aldeamento passou a experimentar algum desenvolvimento, com a ampliação de sua estrutura. Isso atraiu a elite política a adquirir terras na região. Em 1828 o 1º barão de Iguape Antônio da Silva Prado adquriu uma fazenda nos arredores da aldeia e batizou “Carapicuyba”.
Carapicuíba manteve-se estagnada, experimentando um lento desenvolvimento a partir da chegada dos trilhos da Estrada de Ferro Sorocabana à região em 1875.

### Distrito de Carapicuíba

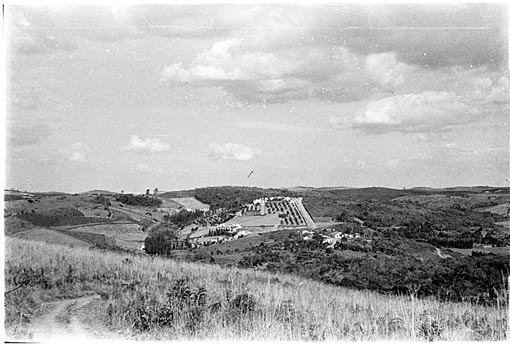
Vila de Carapicuíba, 1939.
Museu da Cidade de São Paulo

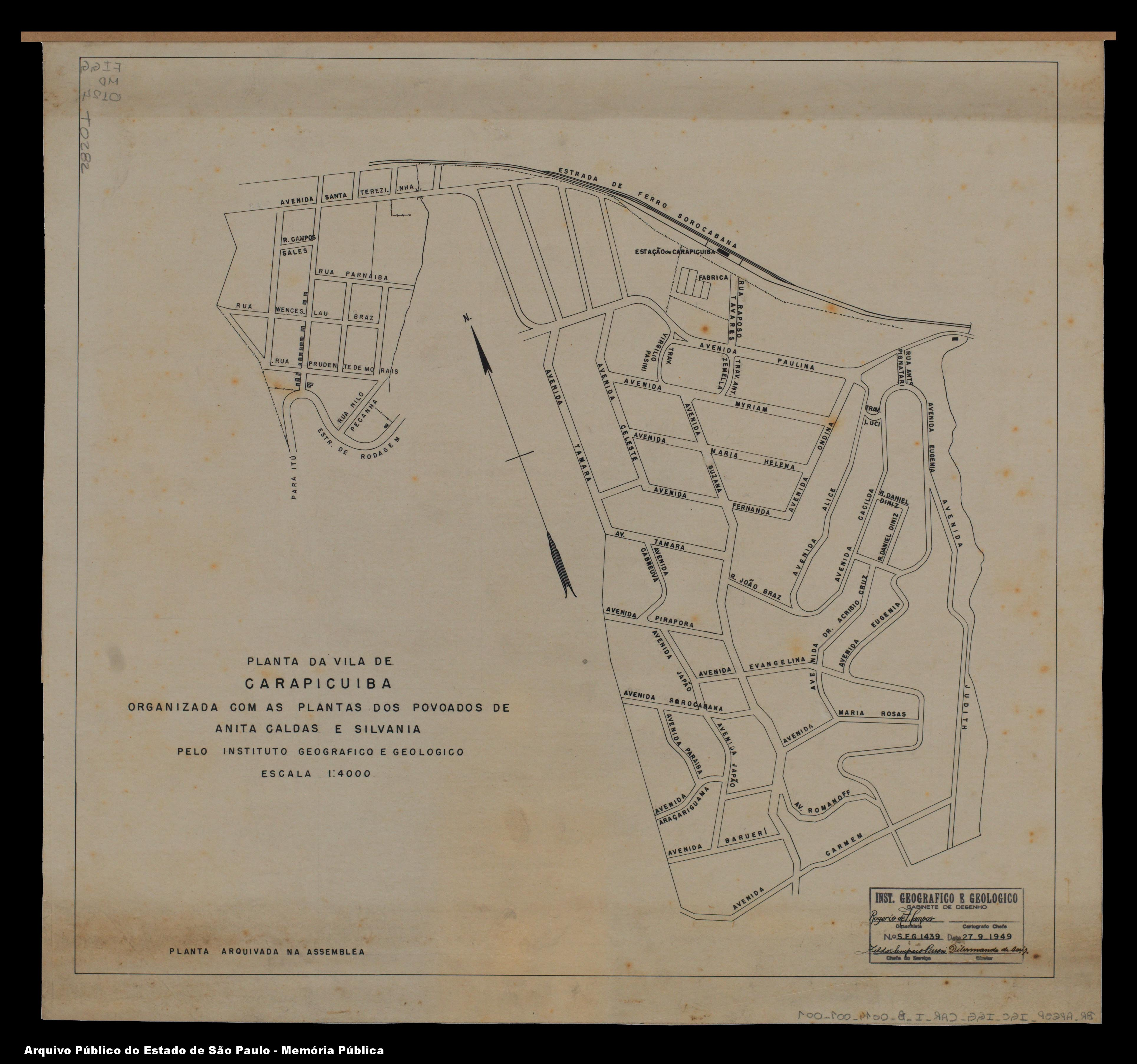
Mapa do núcleo urbano da Vila de Carapicuíba, 1949.
Arquivo Público do Estado de São Paulo.

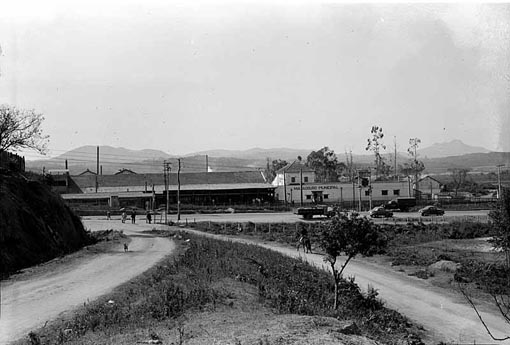
Matadouro de Carapicuíba, 1954.
Museu da Cidade de São Paulo

Com o crescimento de São Paulo, ocorreu uma crise de abastecimento de alimentos na cidade. O principal alimento que faltava na cidade era a carne bovina, sendo que o único matadouro municipal (localizado em Vila Mariana) encontrava-se sobrecarregado. Assim, na década de 1910, alguns políticos e fazendeiros liderados pelo coronel Delfino Cerqueira (?/-1936) propuseram a criação de um novo matadouro em terras localizadas no quilômetro 21 da linha tronco da Estrada de Ferro Sorocabana (divisa do distrito de Osasco com a cidade de Santana de Parnaíba). Com a aprovação do projeto, o coronel Cerqueira adquiriu a Fazenda Carapicuyba em 1923. Uma grande extensão de terras da fazenda (onde hoje ficam os prédios da Cohab) foi utilizada como pasto para abastecimento do matadouro. A implantação do Matadouro forçou a Sorocabana a investir em um grande programa de modernização de suas linhas para garantir a ampliação segura do tráfego ferroviário. Durante a década de 1920, o trecho inicial da Linha tronco foi retificado entre São Paulo e Sorocaba. Para a realização das obras, vários acampamentos foram criados às margens da estrada. Um desses acampamentos foi implantado no Quilômetro 23, em terras do coronel Cerqueira. Ao redor do acampamento, a Sorocabana implantou entre 1921 e 1923 um posto telegráfico e uma vila ferroviária para atender ao crescente número de funcionários da empresa. Isso incentivou os proprietários de terras ao redor do posto do Quilômetro 23 a iniciar um loteamento. O coronel Cerqueira e o deputado Sílvio de Campos (irmão do governador do estado Carlos de Campos) lançaram em 1927 o loteamento de Vila Silvânia (em homenagem ao deputado). Ao mesmo tempo, a Sorocabana elevou o posto do quilômetro 23 ao nível de estação e inaugurou uma nova edificação. Por menos de um ano a estação foi chamada de Silvânia até ser rebatizada Carapicuíba.
Ainda na década de 1920 uma sociedade filantrópica adquiriu terras no quilômetro 24 da linha tronco da Sorocabana para implantar um hospital e asilo de recolhimento para pessoas portadoras de hanseníase e suas famílias. Com contribuição da alta sociedade paulista, o Asylo Santa Terezinha foi aberto em 25 de agosto de 1923. Até o final da década, suas instalações foram concluídas. A abertura do asilo ocorreu ao mesmo tempo em que a Estrada Velha de Itu (que atravessava o centro de Carapicuíba) recebeu pavimentação e foi transformada em estrada, sendo inaugurada em 1 de maio de 1922 pelo presidente do estado Washington Luis.
A morte do coronel Cerqueira em 1936 forçou seus herdeiros a realizarem novos loteamentos de suas terras e, assim, surgiu a Vila Anita Caldas na década de 1940. Em 1948, o distrito de Barueri (incluindo o sub-distrito de Carapicuíba) foi emancipado de Santana de Parnaíba. Dessa forma, Carapicuíba foi elevada a distrito de Barueri no ano seguinte.
Durante o processo de emancipação de Barueri, Carapicuíba contribuiu por possuir mais moradores que a primeira. Em 1950 Barueri possuía 4499 moradores contra 5948 de Carapicuíba.  Dessa maneira, a população de Carapicuíba conseguiu eleger vários vereadores para a recém-criada Câmara Municipal de Barueri. Apesar de possuir maior população e eleger até mesmo prefeitos em Barueri como João Acácio de Almeida e Carlos Caprioti, Carapicuíba acabou preterida em investimentos por Barueri. Isso fez surgir uma insatisfação crescente na população do distrito de Carapicuíba, fomentando os primeiros desejos emancipacionistas na década de 1950.

### Emancipação
Inspirados pelo movimento emancipacionista de Osasco, que se iniciou em 1953, políticos como João Acácio de Almeida (ex-prefeito de Barueri), Antonio Faustino dos Santos (vereador em Barueri), entre outros, lançaram o movimento de emancipação de Carapicuíba. Barueri tentou impedir, porém um plebiscito com os moradores do distrito de Carapicuíba foi marcado para 9 de dezembro de 1963. 
No dia seguinte os resultados foram apurados:
| Plebiscito de emancipação do distrito de Carapicuíba (1963) | Plebiscito de emancipação do distrito de Carapicuíba (1963) |
| Votos                                                       | Quantidade                                                  |
| ----------------------------------------------------------- | ----------------------------------------------------------- |
| Sim                                                         | 2000 (89%)                                                  |
| Não                                                         | 199 (9%)                                                    |
| Brancos                                                     | 11 (0%)                                                     |
| Nulos                                                       | 38 (2%)                                                     |
| Total                                                       | 2248                                                        |
| Fonte: Tribunal Regional Eleitoral do Estado de São Paulo   |                                                             |

Após a vitória, o movimento emancipador dividiu-se entre dois líderes: João Acácio de Almeida e Antônio Faustino dos Santos. Almeida e Santos rivalizavam-se desde a década de 1950 na tribuna da Câmara de Barueri, alimentando uma animosidade cada vez maior.

### Carapicuíba e os anos de chumbo

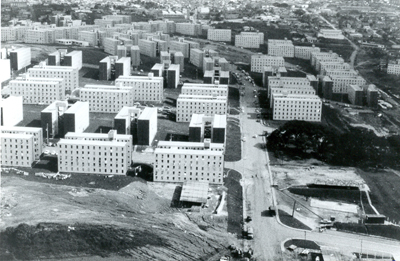
Obras da Cohab de Carapicuíba, década de 1970. Iniciadas em 1968, as primeiras unidades foram inauguradas em 1972.
Arquivo Histórico Municipal (São Paulo).

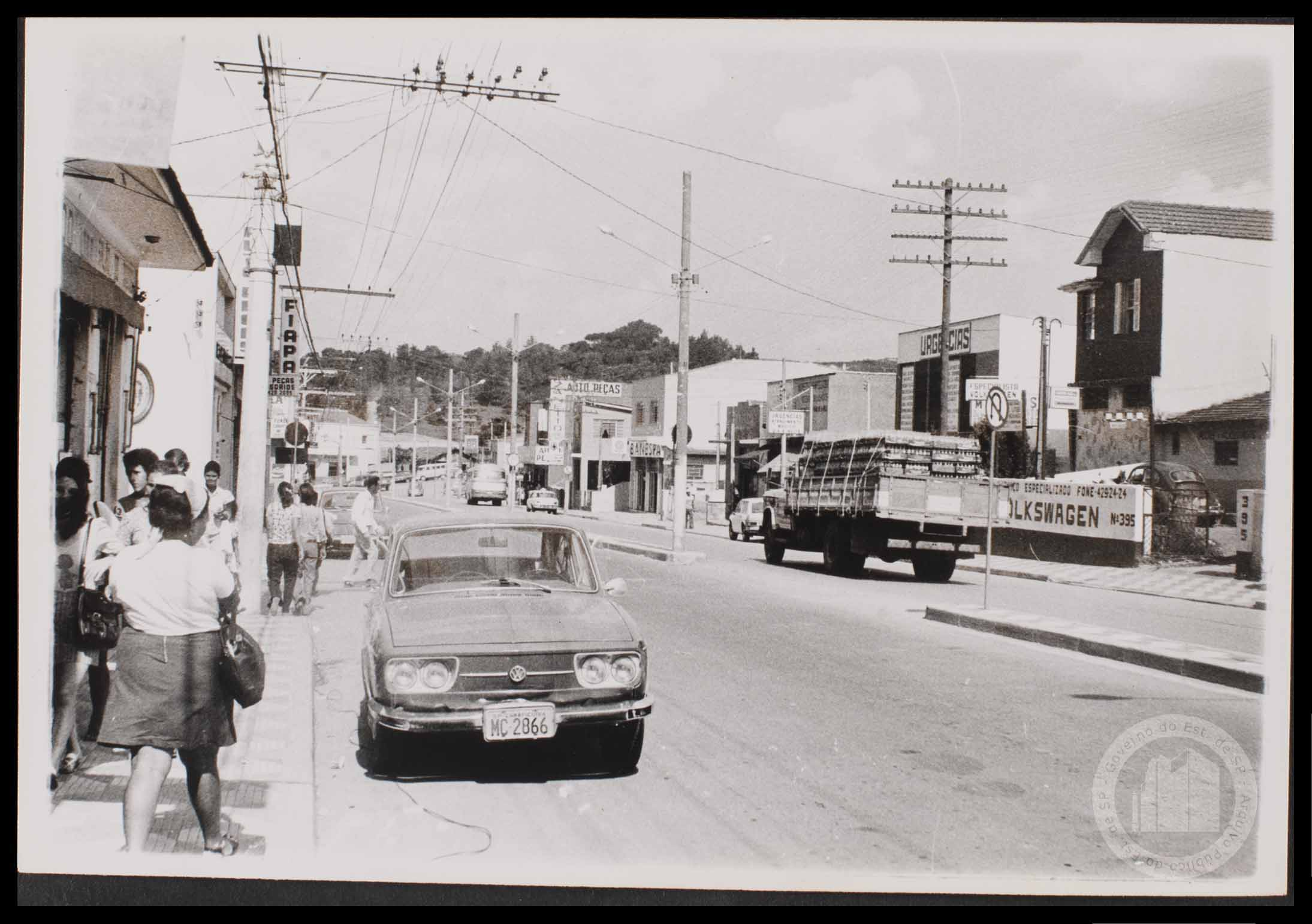
Rua de Carapicuíba, década de 1970.
Arquivo Público do Estado de São Paulo.

Após ter adquirido o Matadouro da família Cerqueira em 1939, a prefeitura de São Paulo investiu em sua ampliação para garantir o abate de até 5000 cabeças diárias. Isso tornou o Matadouro de Carapicuíba o maior empregador do distrito até meados da década de 1960. A partir de 1950 o governo federal financiou a construção de outros matadouros no interior de São Paulo, que passaram a concorrer com o equipamento da prefeitura. O matadouro de Carapicuíba entrou em declínio e foi desativado por volta de 1965, quando abatia menos de 80 cabeças diárias, deixando centenas de trabalhadores desempregados. Mesmo com a chegada de outras empresas em Carapicuíba, como a Indústria Nacional de Artefatos de Cimento (INAC), Fiação Sul-Americana, Semikron, entre outras, a implantação posterior de milhares de unidades habitacionais da Companhia Metropolitana de Habitação de São Paulo (Cohab) trouxe dezenas de milhares de habitantes. Incapaz de gerar empregos para essa massa, Carapicuíba passou a ser uma "Cidade dormitório", fornecendo mão-de-obra para o parque industrial e comercial de São Paulo e região.
Com a perda de uma de suas maiores empresas, a cidade de Carapicuíba nasceu com baixa arrecadação financeira. Além disso, o golpe de 1964 acirrou as diferenças entre os emancipadores Acácio de Almeida e Faustino dos Santos (ambos militares de carreira). Enquanto Almeida declarou apoio ao golpe, Santos acabou declarando oposição. Após ser denunciado por se opor à ditadura, Santos acabou enquadrado no Ato Institucional nº 1 e foi aposentado compulsoriamente pelo presidente Castello Branco em 31 de julho de 1964. Além disso, seus direitos políticos foram cassados por dez anos.
Isso não demoveu Santos a lançar sua candidatura a prefeitura de Carapicuíba pelo Partido Social Progressista, tendo o ex-vereador de Barueri Amós Meucci como vice. Almeida lançou-se candidato com Walter Ferreira do Nascimento como vice. Após uma eleição acirrada, Santos venceu Almeida por 1573 votos a 1502. Ainda assim, Almeida tentou obter a cassação de Santos e seu vice eleito Meucci por toda a década de 1960.
A gestão de Santos foi marcada pela falta de recursos, com o boicote de Barueri ao município recém-emancipado. A situação de Carapicuíba mudou em 1968 quando o governo federal e a prefeitura de São Paulo escolheram a cidade para a implantação de um conjunto habitacional da Companhia Metropolitana de Habitação de São Paulo (Cohab-SP). Com a instituição do bi-partidarismo, Santos e Meucci transferiram-se para o recém-criado Movimento Democrático Brasileiro de oposição à ditadura enquanto Acácio de Almeida ingressou na governista Aliança Renovadora Nacional (Arena). A gestão de Santos acabou sendo bem aceita pela população de Carapicuíba, que em 1968 elegeu como sucessor Meucci (então vice-prefeito) frente a uma nova candidatura de Acácio de Almeida. Na gestão de Meucci foi inaugurada a primeira etapa da Cohab , realizadas obras de pavimentação, implantadas turmas do Mobral e o primeiro supermercado da cidade (mantido pela Companhia Nacional de Abastecimento).
A situação política mudou no início da década de 1970, quando o MDB lançou novamente Faustino dos Santos como candidato à prefeitura. Usando-se da cassação de Santos em 1964, Acácio de Almeida conseguiu a impugnação da candidatura do MDB. Sem Santos e Meucci, o MDB teve de recorrer a nomes obscuros e Almeida obteve uma vitória tranquila no pleito de 1972.
Ao assumir a prefeitura, Almeida mandou realizar uma auditoria nas contas dos prefeitos anteriores e mudou a sede do Paço Municipal. O mandato de Almeida dividiu-se a realização de obras de saneamento básico e abastecimento e ampliação do Mobral na cidade e a perseguição política aos ex-prefeitos Faustino dos Santos e Amós Meucci. Meucci foi acusado de corrupção por Almeida, sendo processado, preso e torturado. Após três anos de investigações, onde a defesa de Meucci alegou perseguição política e o desaparecimento de documentos de sua gestão durante a mudança de sede do Paço Municipal, a justiça inocentou Meucci de todas as acusações. A relação da gestão Almeida com a Cohab foi tensa, onde a prefeitura deixou de realizar ligações de água e esgoto e cortou o transporte que ligava o conjunto ao centro de Carapicuíba (enquanto Almeida acusou a Cohab de trazer favelados de São Paulo para Carapicuíba). Com isso, as obras de novos conjuntos foram paralisadas e retomadas apenas no final da década.
A derrota judicial contra Meucci e a oposição às obras da Cohab fizeram Almeida cair em descrédito perante ao povo e às autoridades estaduais e federais. Com uma gestão fraca, a Arena não resistiu a uma nova candidatura de Faustino dos Santos pelo MDB. Apesar de Almeida ter apoiado a candidatura do ex-prefeito de Barueri Carlos Capriotti ao paço de Carapicuíba, o candidato do MDB recebeu 10776 votos enquanto Capriotti recebeu apenas 3622. Com a vitória, Faustino dos Santos tornou-se o primeiro prefeito reeleito da história de Carapicuíba.

### Reabertura política e redemocratização

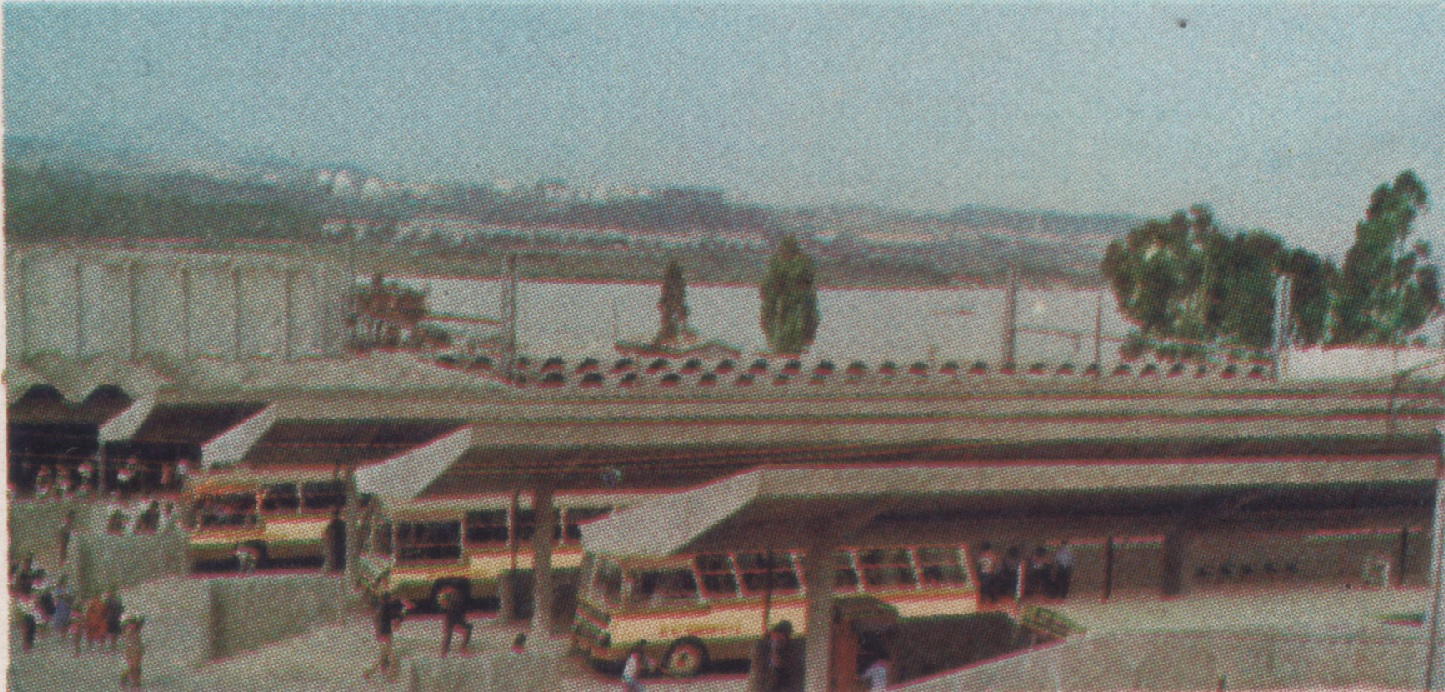
Vista do terminal rodoferroviário de Carapicuíba, com a lagoa ao fundo, 1982.

O segundo mandato de Faustino dos Santos foi conturbado. Com uma cidade cada vez mais populosa e com baixa arrecadação de impostos, a gestão de Faustino teve de realizar medidas impopulares como cobrar taxas para pavimentar ruas (até então, os prefeitos pavimentavam ruas e avenidas sem cobrar custos por populismo, endividando o caixa da cidade) e reajustar impostos.
A situação do loteamento da Cohab era precária, com vias sem pavimentação, água, esgoto e transporte público. Essa situação, iniciada em 1975 pela gestão de Acácio de Almeida, atingiu seu auge em 1978 quando a população residente na Cohab (estimada na época em 160 mil habitantes) passou a protestar contra a prefeitura e contra a câmara de vereadores. Alguns vereadores acusaram o diretor de obras da cidade de corrupção, gerando uma crise política.
A região central da cidade passou por uma grande obra de reurbanização causada pela modernização dos trens de subúrbios da Fepasa, com a construção de um viaduto sobre os trilhos (e a eliminação da passagem de nível), uma nova estação ferroviária e a construção de um terminal de ônibus. Na mesma época, a prefeitura projetou um novo acesso ao município de Barueri, a avenida Consolação, visando alcançar o próspero loteamento Alphaville.
O crescimento populacional de Carapicuíba e região provocou  uma grande produção de lixo. Entre os anos 1950 e 1970 cada cidade da região implantou, de forma precária, seu próprio aterro sanitário (lixão) até alcançar o esgotamento de sua capacidade. Durante as obras de retificação do traçado do Rio Tietê, surgiu uma grande área às margens do quilômetro 20 da Fepasa em Carapicuíba. Essa área foi transformada em um aterro sanitário e passou a receber lixo de Carapicuíba em 1976 e da Grande São Paulo a partir de 1979 (com a desativação do lixão de Osasco). Com o tempo, tornou-se um grande problema de saúde e segurança pública, com o lixo mal armazenado contaminando o solo, causando mau cheiro e provocando a instalação de favelas ao seu redor. O Lixão de Carapicuíba foi desativado apenas em 2001.
No início da década de 1980 moradores da Cohab descontentes com a gestão municipal criaram a "Sociedade Amigos do Conjunto Habitacional Castelo Branco" e passaram a negociar melhorias nos loteamentos diretamente com a direção da Cohab além de realizarem uma feira semanal e o lançamento de um jornal quinzenal com tiragem de 3 mil exemplares. O descontentamento da população com a prefeitura provocou uma crise política em 1982 após a renúncia do prefeito Faustino dos Santos para se candidatar a deputado estadual nas Eleições estaduais em São Paulo em 1982. Com a renúncia do prefeito, em 14 de maio de 1982 assumiu o cargo o vice-prefeito Altino da Rocha Mendes. Seu mandato interino deveria ser encerrado em 31 de janeiro de 1983. Porém Altino renunciou ao mandato em 31 de agosto de 1982, tendo assumido o restante da gestão o presidente da Câmara Municipal Edmundo Alves de Oliveira. Essa situação política afetou vários projetos e obras, como a inauguração dos centros de saúde da Cohab, Cidade Ariston e Vila Dirce. Prontos e equipados desde fevereiro de 1982, ainda não haviam sido inaugurados em setembro.

## Geografia
O município possui altitude média de 717 metros. Tem, como limites, os municípios de:
- Barueri a oeste e norte.
- Osasco a leste.
- Cotia a sul.
- Jandira a sudoeste.

### Clima
O clima da cidade, como em toda a Região Metropolitana de São Paulo, é o subtropical. A média de temperatura anual gira em torno dos 18 graus centígrados, sendo o mês mais frio julho (média de 14 graus centígrados) e o mais quente fevereiro (média de 22 graus centígrados). O índice pluviométrico anual fica em torno de 1 383 milímetros..
| Gráfico climático para Carapicuíba                            | Gráfico climático para Carapicuíba | Gráfico climático para Carapicuíba | Gráfico climático para Carapicuíba | Gráfico climático para Carapicuíba | Gráfico climático para Carapicuíba | Gráfico climático para Carapicuíba | Gráfico climático para Carapicuíba | Gráfico climático para Carapicuíba | Gráfico climático para Carapicuíba | Gráfico climático para Carapicuíba | Gráfico climático para Carapicuíba |
| ------------------------------------------------------------- | ---------------------------------- | ---------------------------------- | ---------------------------------- | ---------------------------------- | ---------------------------------- | ---------------------------------- | ---------------------------------- | ---------------------------------- | ---------------------------------- | ---------------------------------- | ---------------------------------- |
| J                                                             | F                                  | M                                  | A                                  | M                                  | J                                  | J                                  | A                                  | S                                  | O                                  | N                                  | D                                  |
| 248 27 18                                                     | 232 27 18                          | 160 27 18                          | 82 25 16                           | 59 23 13                           | 55 22 12                           | 43 22 11                           | 41 23 12                           | 69 24 14                           | 127 25 15                          | 130 26 16                          | 137 26 17                          |
| Temperaturas em °C • Precipitações em mmFonte: Canal do Tempo |                                    |                                    |                                    |                                    |                                    |                                    |                                    |                                    |                                    |                                    |                                    |

### Hidrografia
- Rio Tietê: um trecho no extremo norte do município, fazendo a divisa entre Carapicuíba e Barueri.
- Rio Cotia: divide (à oeste de Carapicuíba, fluindo na direção S->N) os municípios de Cotia, Barueri, Jandira e Carapicuíba; deságua no Rio Tietê.
- Ribeirão Carapicuíba: divide (à leste de Carapicuíba, fluindo na direção S->N) os municípios de Carapicuíba e Osasco, passa ao lado da Lagoa de Carapicuíba e deságua no Rio Tietê.
- Lagoa de Carapicuíba: antiga cava de mineração de areia, que já foi substancialmente diminuída em tamanho. O Parque Gabriel Chucre foi construído ao lado dela.

### Subdivisões
Desde 1985 é dividida oficialmente em uma sede e dois distritos: Aldeia e Vila Dirce. Por motivos comerciais foram criados vários bairros com nomes escolhidos por empresas imobiliárias. Apesar de não terem seus nomes e divisas delimitadas oficialmente, são utilizados pelos Correios para fins de endereçamento postal.
Alguns dos principais bairros de Carapicuíba:
- Aldeia de Carapicuíba
- Altos de Santa Lúcia
- Centro
- Cidade Ariston
- Conjunto Habitacional Presidente Castelo Branco (COHAB 1, 2 e 5)
- Fazendinha/Granja Viana (ao sul da cidade)
- Jardim Ampermag
- Jardim Ana Estela
- Jardim Angélica
- Jardim Ângela Maria
- Jardim Bom Pastor
- Jardim Cecília Cristina
- Jardim Cibele
- Jardim das Belezas
- Jardim Gopiúva
- Jardim Leonor
- Jardim Leopoldina
- Jardim Maria Beatriz
- Jardim Marilu
- Jardim Novo Horizonte
- Jardim Planalto
- Jardim Popular
- Jardim Primavera
- Jardim Santa Brígida
- Jardim Santa Rita
- Jardim Santo Estevão
- Jardim São Daniel
- Jardim Tonato
- Parque Florida
- Parque Jandaia
- Parque José Alexandre
- Parque Sampaio Viana
- Parque Santa Tereza
- Pólo Industrial do Parque Jandaia
- Recanto Campy
- Roseira Parque
- Vila América
- Vila Caldas
- Vila Capriotti
- Vila Cretti
- Vila Cristina
- Vila Dirce
- Vila Freida
- Vila Gobbi
- Vila Gustavo Correia
- Vila Isa
- Vila Jussara
- Vila Helena
- Vila Lourdes
- Vila Marcondes
- Vila Menck
- Vila Mercês
- Vila Municipal
- Vila Olivina
- Vila Santa Terezinha
- Vila Silviânia
- Vila Sul Americana
- Vila Veloso

## Demografia

### População
| Crescimento populacional                             | Crescimento populacional | Crescimento populacional | Crescimento populacional |
| Ano                                                  | População Total          |                          | %±                       |
| ---------------------------------------------------- | ------------------------ | ------------------------ | ------------------------ |
| 1950                                                 | 5 948                    |                          | —                        |
| 1960                                                 | 16 043                   |                          | —                        |
| 1970                                                 | 54 873                   |                          | 242,0%                   |
| 1980                                                 | 185 816                  |                          | 238,6%                   |
| 1991                                                 | 283 661                  |                          | 52,7%                    |
| 2000                                                 | 344 596                  |                          | 21,5%                    |
| 2010                                                 | 369 584                  |                          | 7,3%                     |
| 2022                                                 | 386 984                  |                          | 4,7%                     |
| Fontes: Censos Demográficos IBGE e Estimativas SEADE |                          |                          |                          |

Considerando que em 1950 e 1960 Carapicuíba ainda não era um município autônomo

### Dados demográficos
A população do município de Carapicuíba, de acordo com o censo realizado pelo IBGE - Instituto Brasileiro de Geografia e Estatística, divulgado em 1 de dezembro de 2010, apresenta os seguintes dados:
- População masculina: 179.353 habitantes - 48,49%,
- População feminina: 190.555 habitantes - 51,51%,
  - Total das populações por gênero: 369.908 habitantes - 100,00%.
- Zona urbana: 369.908 habitantes - 100,00%,
- Zona rural: 0 habitante - 0,00%,
  - Total da população do município: 369.908 habitantes - 100,00%.
- Área de 34,967 km²
- Densidade Demográfica de 10.575,7 hab/km².

### Indicadores sociais
- Mortalidade Infantil até 1 ano(por mil): 11,37
- Expectativa de vida(anos): 71,35
- Taxa de Alfabetização: 93,73%
- Índice de Desenvolvimento Humano (IDH-M): 0.749 (Alto)
  - IDH-M Renda: 0.721 (Alto)
  - IDH-M Longevidade: 0.842 (Muito Alto)
  - IDH-M Educação: 0.693 (Médio)

Fonte: IPEA/DATA, dados do Censo 2010

### Criminalidade
Segundo o Seade a taxa de homicídios para 100 mil habitantes em Carapicuíba caíram entre 1999 e 2010:
- 1999 50,76/100 mil habitantes
- 2004 28,62/100 mil habitantes(queda de 43,6% comparado a 1999)[56]
- 2008 11,40/100 mil habitantes[57]

Já a taxa de mortes por agressões caíram de 56,4/100 mil habitantes em 1999 para 32,13/100 mil habitantes em 2004, uma queda de 43%.

### Etnias
A população carapicuibana atual é formada predominantemente por migrantes internos, principalmente por nordestinos e seus descendentes. Carapicuíba também é formada por descendentes de italianos, árabes, japoneses e de outras nacionalidades, que influenciaram a cultura local. Mais recentemente, Carapicuíba passou a abrigar a maior comunidade de bolivianos da Zona Oeste da Grande São Paulo, sendo reconhecida oficialmente com a criação do "Dia Municipal do Imigrante Boliviano", conforme a Lei Ordinária nº 4090 de 2024.
| Etnia     | Percentual |
| --------- | ---------- |
| Brancos   | 45,8%      |
| Pretos    | 11,1%      |
| Pardos    | 42,7%      |
| Amarelos  | 0,3%       |
| Indígenas | 0,1%       |

Fonte: IBGE Censo 2022

### Religião

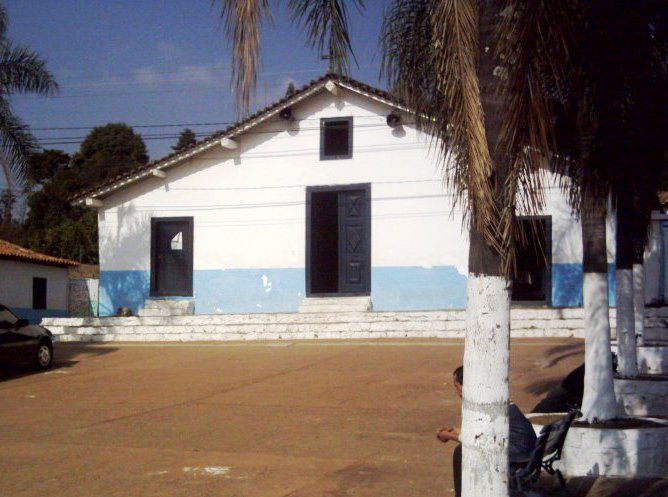
Comunidade Santa Catarina de Alexandria

| Religião                   | Percentual |
| Catolicismo                | 46,85%     |
| Protestantismo             | 31,59%     |
| Espiritismo                | 1,21%      |
| Religiões afro-brasileiras | 1,32%      |
| Tradições Indígenas        | 0,05%      |
| Outras religiosidades      | 4,67%      |
| Sem religião               | 14,11%     |
| Não sabem/Não declararam   | 0,19%      |

Fonte: IBGE Censo 2022

## Infraestrutura

### Saúde
O município conta com o Hospital Geral de Carapicuíba - O.S.S. Santa Casa de Pacaembú; o Pronto-Socorro da Vila Dirce; Pronto-Socorro da Cohab II, com atendimento psiquiátrico; Pronto-Socorro Infantil do Centro; Centro de Atenção Psicossocial Álcool e Drogas; Centro de Atenção Psicossocial II; um AME (Ambulatório Médico de Especialidades) na Cohab V; duas unidades do Brasil Sorridente (um na Cohab V e outra na Vila Menck); USF (Unidade de Saúde da Família) em três bairros, Casa do Adolescente , além de 13 UBSs (Unidades Básica de Saúde) localizadas nos principais bairros da cidade. A área vem recebendo vários investimentos, como a UPA (Unidade de pronto atendimento) do Parque Santa Tereza, que está em fase de construção. A UPA acabou não sendo entregue pela gestão responsável por sua idealização e construção,  sobre a alegação de que o município não possuía verba para manter o efetivo necessário pelo funcionamento da unidade. A nova administração após diversas reuniões com moradores e visando promover acesso a saúde, transformou o prédio abandonado da UPA em uma Policlínica municipal, a qual esta beneficiando a todos os munícipes.

### Lazer e turismo
A cidade conta com diversos parques e praças, sendo os mais famosos deles: o Parque dos Paturis, no bairro Cohab V/Cohab II; parque Gabriel Chucre, localizado na vila Gustavo Correia, próximo ao Centro de Carapicuíba; Parque Aldeia de Carapicuíba; localizado no bairro Aldeia de Carapicuíba, que conta com um centro histórico, a Praça da Aldeia Jesuítica, fundado em 1580, que possui, além de uma igreja católica fundada na época da colonização portuguesa, uma biblioteca pública, uma exposição permanente sobre povos indígenas e uma delegacia de polícia, além de um pequeno centro comercial. Na praça, ocorrem várias festas ao longo do ano, como a Festa de Santa Cruz, entre outras, com música popular e ambiente que lembra pequenas cidades do interior.
O Parque Aldeia de Carapicuíba, possui ainda um teatro ao ar livre, onde é apresentada, todos os anos, a peça A Paixão de Cristo, que reúne cerca de 30 mil pessoas anualmente, além de shows no Dia da Criança. A cidade conta ainda com o teatro Jorge Amado, situado na avenida Míriam, no Centro.
Há, ainda, diversos outros pontos de lazer espalhados pela cidade, como o Parque do Planalto, Praça das Árvores, Praça das Noivas, Praça de Esporte e Cultura no Ariston em fase de construção, entre outros.

### Esportes

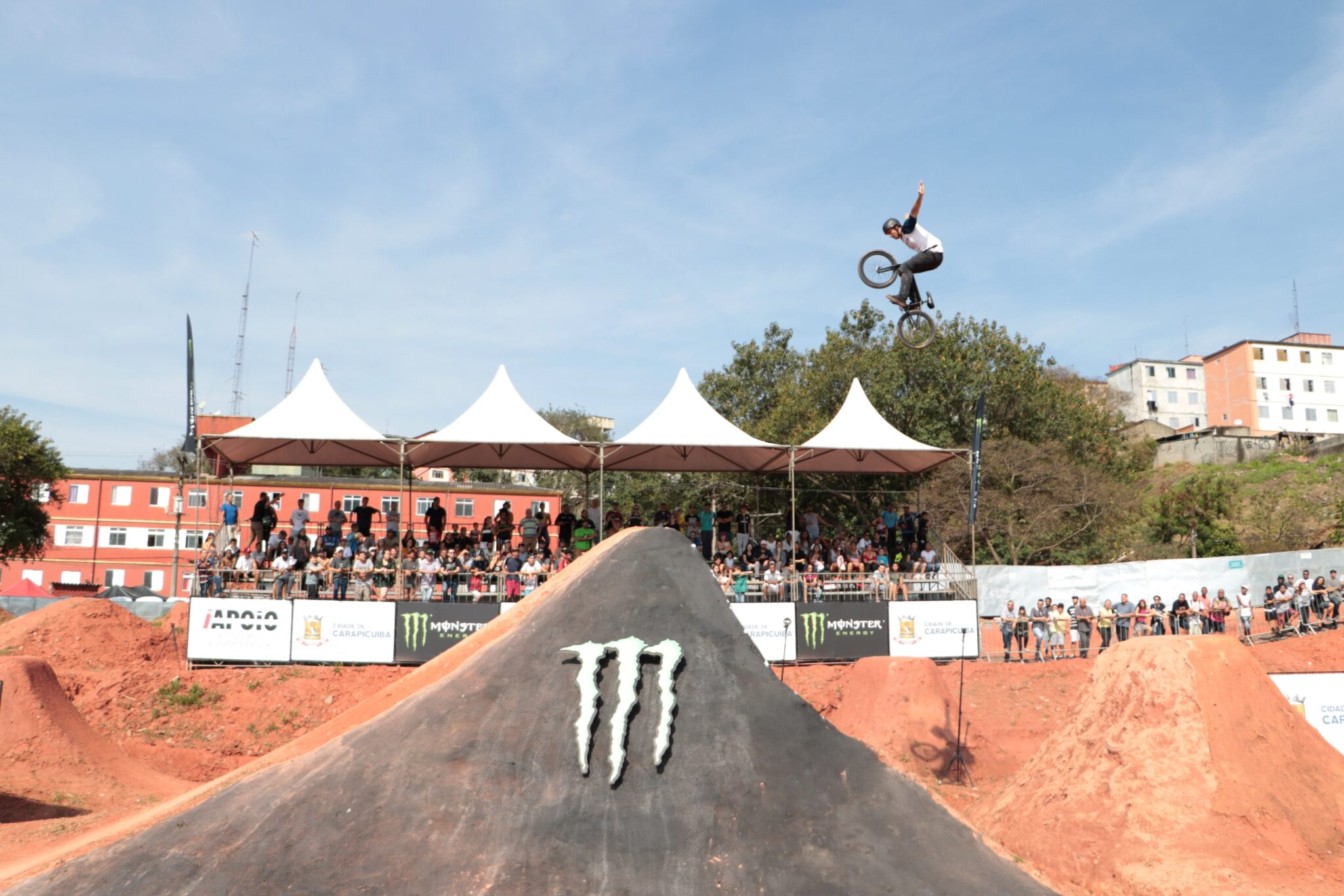
Caracas Trail, a melhor pista de BMX da América Latina.

A cidade possui vários ginásios poliesportivos, como o Ginásio Ayrton Senna (conhecido como Senninha) e o Ginásio Tancredo Neves (conhecido como Tancredão), além de pequenos estádios espalhados em alguns bairros do município. Em Carapicuíba, existem diversos times de futebol amador, que realizam, todos os anos, um campeonato com jogos abertos ao público. Também está instalada em Carapicuíba a melhor pista de BMX (Bicicross) da América Latina, onde ocorre várias edições de campeonatos.

### Educação

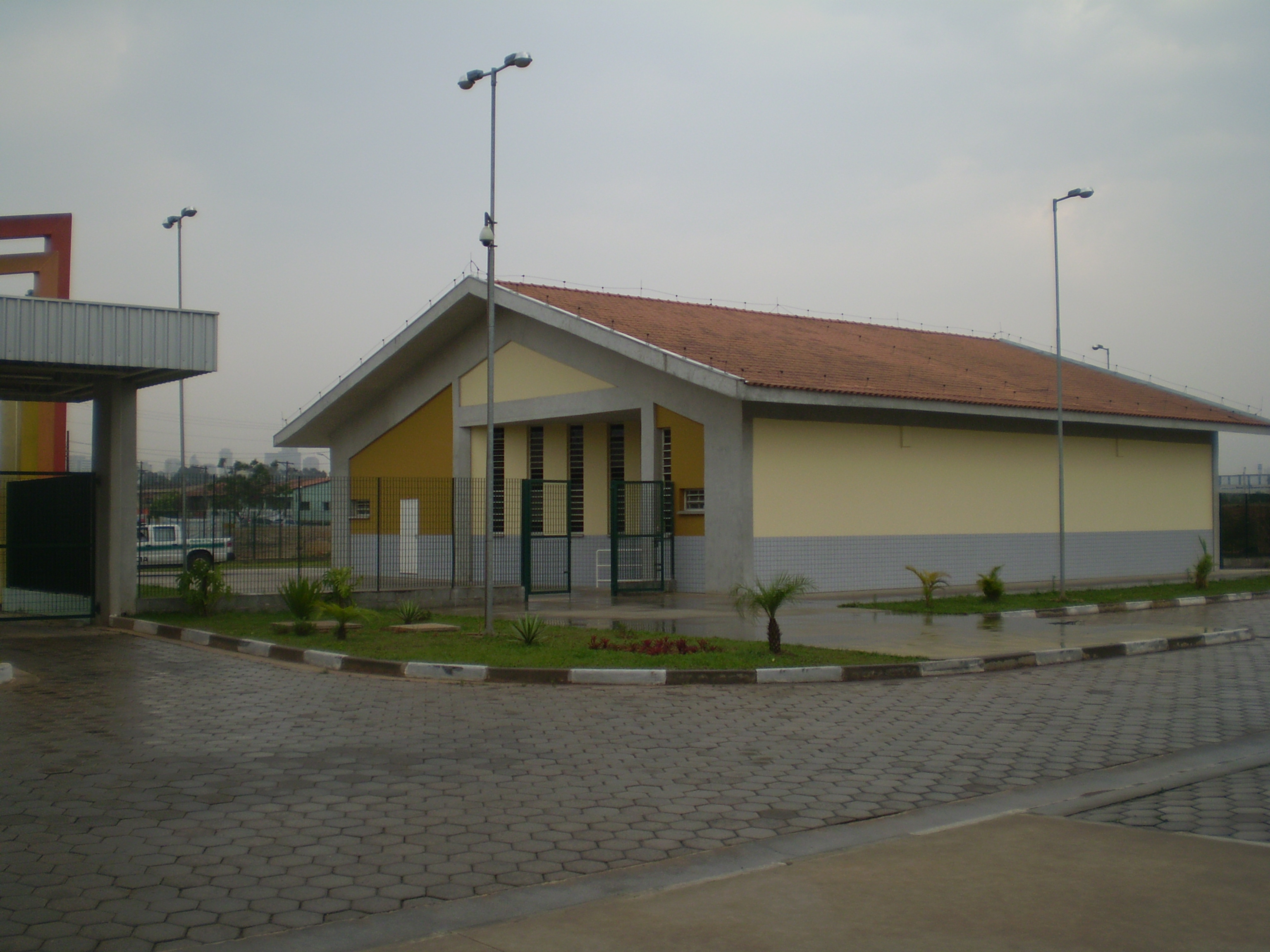
Auditório da FATEC Carapicuíba

O município possui 57 escolas estaduais, 6 escolas municipais de ensino fundamental, 36 creches/pré - escola distribuídas ao longo da cidade. Para o ensino superior, conta com um campi do Instituto Federal de São Paulo (IFSP), a FNC - Faculdade Nossa Cidade (incorporada à Estácio), a ETEC e a FATEC de Carapicuíba. A área vem recebendo vários investimentos, como a reforma geral das atuais escolas municipais com quadras cobertas, construção de 16 creches por meio do programa PróInfância do Governo Federal, e construção de um Serviço Social da Indústria na Vila Gustavo Correia.

### Transportes

#### Ferroviário
O município é servido pelos trens da Linha 8 do Trem Metropolitano de São Paulo, operada pela ViaMobilidade contando com duas estações: Carapicuíba e Santa Terezinha.

#### Rodoviário
A cidade detém o terminal metropolitano José Ribeiro, ligado o sistema rodoviário a estação de trem de Carapicuíba, o terminal atende  ao município e ao corredor  de ônibus Itapevi-São Paulo.
Há 4 empresas de ônibus urbanos que atendem a cidade: ETT Carapicuíba e Del Rey Transportes que fazem linhas municipais ligando os bairros ao centro (Estação Carapicuíba), a Estação General Miguel Costa (antiga Estação km 21, como ainda é conhecida) e a Estação Antônio João e intermunicipais ligando a cidade as cidades de Osasco, Barueri, Cotia, Santana de Parnaíba e São Paulo. A Viação Osasco - Filial (antiga Himalaia) e a Viação Raposo Tavares (antiga Viação Danúbio Azul) operam apenas linhas intermunicipais.
A cidade possui acesso pelo Rodoanel Mário Covas (SP-21), Rodovia Presidente Castelo Branco (SP-280) e Rodovia Raposo Tavares (SP-270).

### Comunicações
Até o início da década de 70 a cidade possuía um precário sistema telefônico manual, operado pela  Companhia Telefônica Brasileira (CTB). O sistema de telefones automáticos foi inaugurado na cidade em 1973 pela Telecomunicações de São Paulo (TELESP), que também implantou o sistema de discagem direta à distância (DDD) em 1976 com o código de área (011), onde sua central telefônica também atendeu a cidade de Barueri até o ano de 1980, quando foi inaugurada a central telefônica de Alphaville para atender aquela cidade.

## Economia

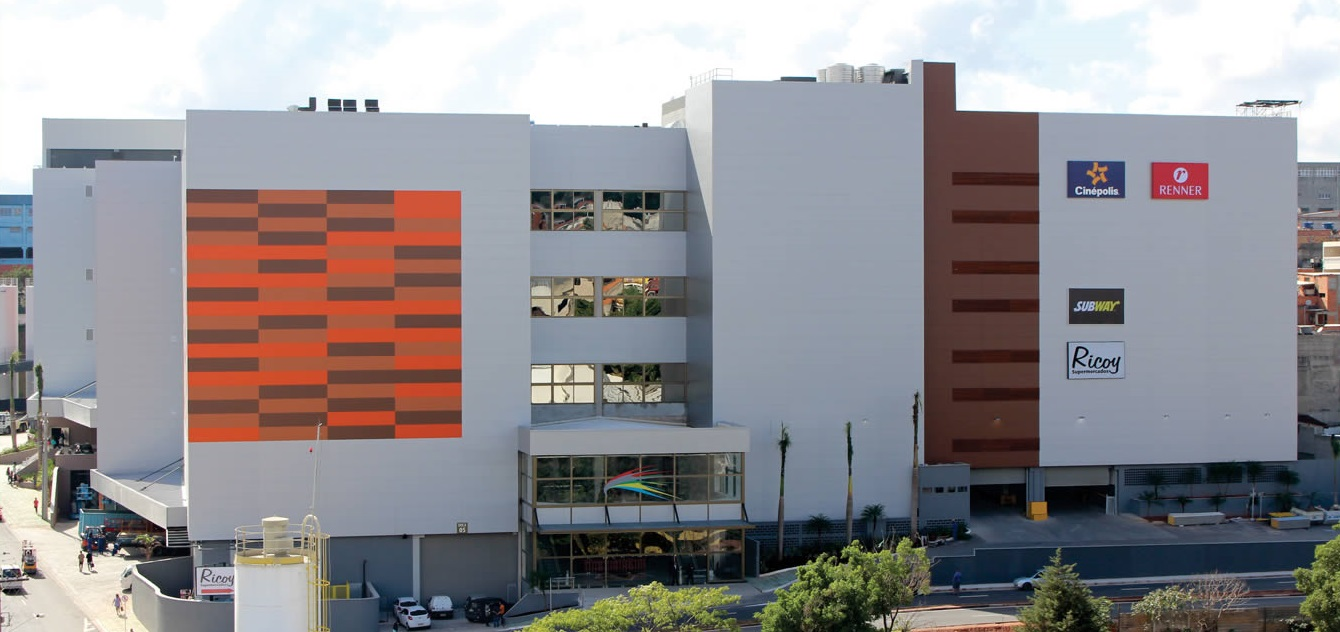
Frente do Shopping Center

Carapicuíba tem diversos comércios e bancos e conta com um incipiente parque industrial. O destaque maior na geração de empregos e renda é o setor de serviços.
Hipermercados e atacadistas
- Assaí Atacadista
- Atacadão
- Tenda Atacado
- Giga Atacado
- Brasileirão Atacado

Shopping center
- Plaza Shoping Carapicuíba

## Cultura popular
- Por conta de sua então paisagem bucólica e da Aldeia de Carapicuíba, a cidade de Carapicuíba foi usada como um dos cenários dos filmes Casinha Pequenina (1963) de Glauco Laurelli e estrelado por Amácio Mazzaropi[69] , Roberto Carlos em Ritmo de Aventura (1968) de Roberto Farias[70] e Deu a Louca no Cangaço (1970) de Fauzi Mansur[71] e das telenovelas A Muralha (1968)[72] da Excelsior e Meu Pé de Laranja Lima (1970) da Tupi;[73]
- O grupo de pagode Negritude Junior foi formado na Cohab de Carapicuíba em 1986. Na década de 1990 tornou-se popular, com sua canção mais conhecida Cohab City (em referência ao conjunto habitacional) parte do álbum Gente Da Gente (1995);[74]
- A cidade de Carapicuíba foi citada na canção "Ônibusfobia", do álbum J. Quest (1996) da banda pop-rock Jota Quest.[75]
- A cena final de Urbania, filme de Flávio Frederico premiado no Festival de Gramado, foi rodada em uma favela de Carapicuíba.[76]
- Carapicuíba City – O Filme:  No curta-metragem Carapicuíba City, o jovem Parafuso encontra no rap uma forma de escapar da exclusão social e da violência. A produção, feita na periferia de Carapicuíba, destaca o poder da arte como resistência e transformação.

## Cidades-irmãs
Carapicuíba possui três cidades-irmãs:
- Almada, Portugal
- Bissau, Guiné-Bissau
- Cacuaco, Angola